# Brea (Arteijo)
Brea (llamada oficialmente A Brea) es una aldea española de la localidad y parroquia de Chamín, del municipio de Arteijo, en la provincia de La Coruña, Galicia.

## Demografía
| Gráfica de evolución demográfica de Brea entre 2001 y 2018 |
|                                                            |
| Datos según el nomenclátor publicado por el INE.           |